# Run Classics Vlaanderen
De Run Classics Vlaanderen was een regelmatigheidscriterium van stratenlopen, dat van april tot december tussen 2003 en 2012 georganiseerd werd in België.
Zeven of acht wedstrijden telden mee voor het eindklassement. Enkel atleten die over de Belgische nationaliteit beschikten en aan minimaal vier wedstrijden deelnamen, kwamen in aanmerking voor het eindklassement.

## Wedstrijden
| Editie                         | 2008         | 2009       | 2010       | 2011      | 2012        |
| ------------------------------ | ------------ | ---------- | ---------- | --------- | ----------- |
| Antwerp 10 Miles               | 20 april     | 26 april   | 25 april   | 17 april  | 22 april    |
| Knokke 10K                     | 1 mei        | 1 mei      | 1 mei      | 1 mei     | 1 mei       |
| Dwars door Brugge              | 4 mei        | 10 mei     | 9 mei      | 8 mei     | 13 mei      |
| Abdijentocht Tongerlo-Averbode | -            | -          | -          | -         | 17 mei      |
| Stadsloop Gent                 | 12 mei       | 21 mei     | 13 mei     | 15 mei    | 20 mei      |
| The Classic Tessenderlo        | 7 juli       | 6 juli     | 5 juli     | -         | -           |
| Run Oostende                   | 27 juli      | 19 april   | 11 april   | 26 juni   | -           |
| Dwars door Turnhout            | -            | -          | -          | -         | 25 augustus |
| Brussels Ekiden                | 20 september | -          | -          | -         | -           |
| Brussels Half Marathon         | -            | -          | -          | 2 oktober | -           |
| Dwars door Hasselt             | 12 oktober   | 11 oktober | 10 oktober | 9 oktober | 7 oktober   |
| Brussels 10K Gaston Roelants   | -            | -          | -          | -         | 23 december |

## Winnaars
| Jaar | Winnaar mannen           | Winnaar vrouwen   |
| ---- | ------------------------ | ----------------- |
| 2003 | Guy Fays                 | Kim Offergeld     |
| 2004 | Rik Ceulemans            | Kim Offergeld     |
| 2005 | Rik Ceulemans            | Nathalie De Vos   |
| 2006 | Willem Van Hoof          |                   |
| 2007 | Hans Janssens            | Corinne Debaets   |
| 2008 | Guy Fays                 | Nathalie De Vos   |
| 2009 | Hans Janssens            | Veerle Dejaeghere |
| 2010 | Lander Van Droogenbroeck | Veerle Dejaeghere |
| 2011 | Alexander Diaz Rodriguez | Veerle Dejaeghere |
| 2012 | Alexander Diaz Rodriguez | Veerle Dejaeghere |